# Inheemse Brazilianen

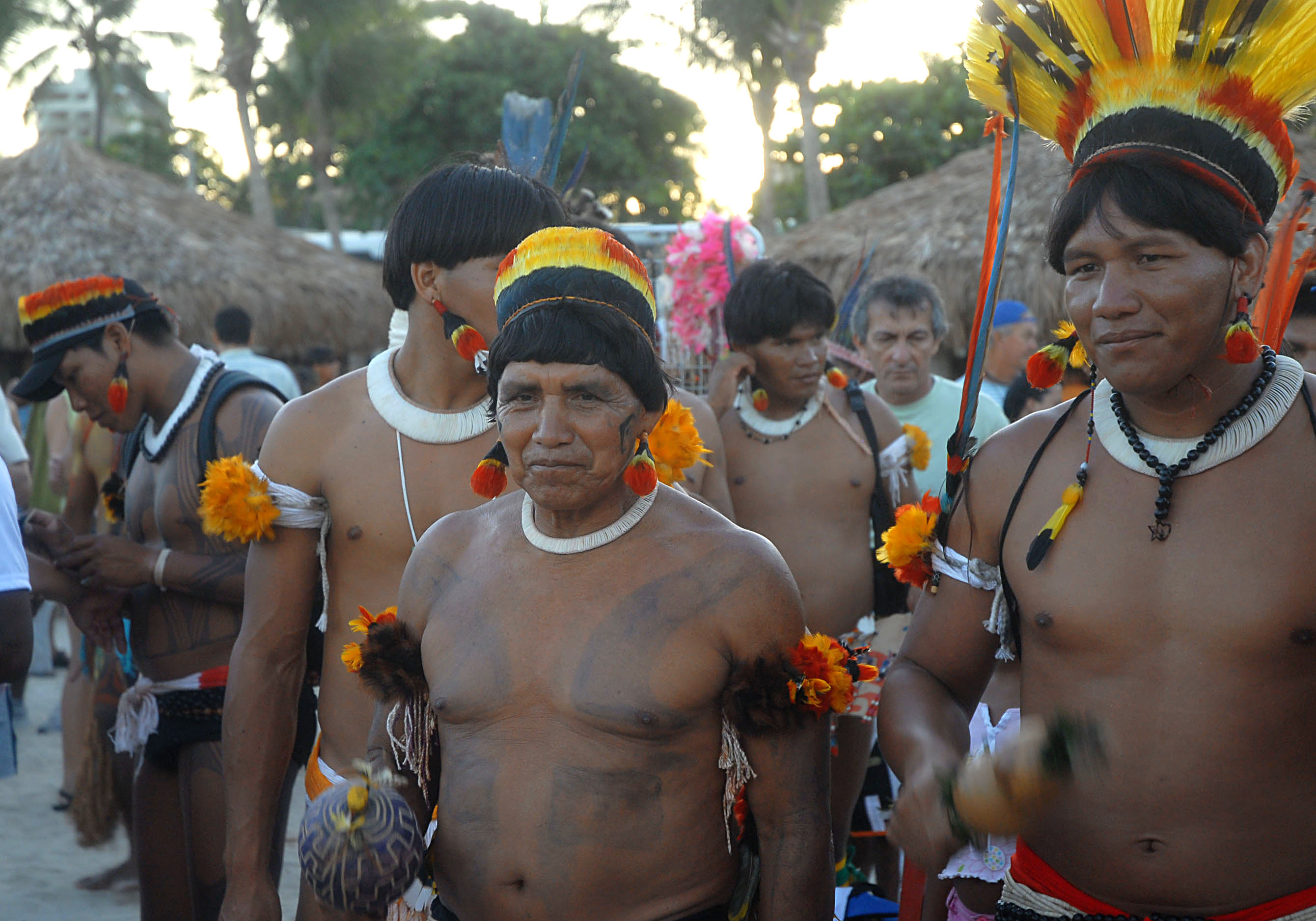
Kuikuro-volk

Inheemse Brazilianen zijn de oorspronkelijke bewoners van Brazilië.
Er leefden naar schatting zo'n 2000 inheemse volken in wat nu het land Brazilië is, vóór het Europese contact dat begon in 1500. Net als Christoffel Columbus, die dacht dat hij Oost-Indië had bereikt, noemden de Portugezen deze mensen indios ("Indianen"), een term die nog steeds wordt gebruikt. Respectvoller is indígenas, inheemsen, een aanduiding die in Brazilië ook veel wordt gebruikt. Dit begrip zegt de inheemsen zelf echter niet zoveel, daarvoor zijn hun talen, geschiedenissen en gebruiken te verschillend.
Ten tijde van het Europese contact leefden de inheemse volkeren in wat Brazilië zou worden als nomadische en semi-nomadische stammen, die leefden van jagen, vissen, verzamelen, soms in combinatie met migrerende landbouw en horticultuur. Veel volken stierven uit als gevolg van de Europese kolonisatie, waaronder door de ziektes die de Europeanen meebrachten, de slavenjacht, moordpartijen, en tot slot marginalisering en assimilatie.  

## Volken
De lange en dichtbeboste kuststrook in het oosten werd gedomineerd door de Tupi-Guaraní, die leefden van de horticultuur, de jacht en de visserij. De Tupi-Guarani woonden vaak een jaar of twintig op één plek, totdat de bodem van hun velden was uitgeput. Dan brandden ze verderop weer stukken van het Atlantisch Woud af, om nieuwe velden aan te leggen. Voor de Europeanen waren deze velden lang niet altijd herkenbaar als akkers: verschillende gewassen werden door elkaar geplant, vaak rondom de stobben van de afgebrande bomen, en onkruid werd niet gewied. Vrouwen verzorgden de gewassen, de mannen gingen op jacht en voerden oorlog. De Tupi-Guarani kenden een martiale cultuur, waarbij de dorpen langs de kust veelvuldig met elkaar in conflict waren.  
Meer richting het binnenland woonden de Gê-culturen, dit waren nomadische jagers-verzamelaars die door de Tupi van de kust naar het binnenland waren verjaagd.
Noordwaarts werd de opmars van de Tupi langs de kust van Guyana gestuit door de Cariben en Arowakken.
Het Amazonewoud was vermoedelijk dichtbevolkt. Archeologen hebben ontdekt dat zo'n 10% van de bodem van dit immense regenwoud bestaat uit terra preta, zwarte aarde. Dit ontstaat wanneer houtskool wordt vermengd met de van zichzelf weinig vruchtbare Amazonegrond. Terra preta maakt langdurige en intensieve bewerking van het land mogelijk. Daarnaast kent het Amazonewoud een veel grotere dichtheid aan fruitbomen dan op grond van natuurlijke processen zou mogen worden verwacht. Amazone-archeologen stellen dan ook dat 's werelds grootste regenwoud in feite een gigantische tuin is, in belangrijke mate (mede)gevormd door de mens. De eerste Europeaan die de rivier van west naar oost afzakte, de Spaanse conquistador Francisco de Orellana, maakte gewag van grote bevolkingsconcentraties en zelfs van tal van kleine steden. Lange tijd werd hij niet geloofd, omdat latere Europese bezoekers niets soortgelijks aantroffen. De Euraziatische ziektes waren hen tijdens de Columbiaanse uitwisseling al voor geweest. Weinig later kwamen met de Trans-Atlantische slavenhandel ook de Afrikaanse ziekten erbij.
De precieze omvang van de inheemse bevolking rond het moment van het eerste contact met de Europeanen is onbekend. Waar sommige schattingen uitgaan van 2 tot 3 miljoen mensen voor heel Brazilië, zijn er ook wetenschappers die er van uitgaan dat er alleen al in het Amazonegebied miljoenen mensen leefden. Het totale aantal nam af tot 150.000 in het midden van de 20ste eeuw en stijgt nu weer geleidelijk. In 2010 classificeerden 817.000 Brazilianen zichzelf als inheems. Dezelfde volkstelling registreerde 274 inheemse talen en 304 verschillende inheemse etnische groepen. Zij leiden meestal een gemarginaliseerd bestaan of staan, in het geval van de huidige Amazonevolkeren, onder grote druk van oprukkende houthakkers en goudzoekers.  
In 2007 rapporteerde FUNAI dat er nog 67 geïsoleerde volken in Brazilië leven, de zogenaamde povos isolados. Deze volkeren zijn vaak vrij klein in getal en worden bewust niet gecontacteerd. In het verleden gebeurde dit wel, maar dit leidde al snel tot een decimering van de betreffende volkeren, te wijten aan de ziektes waar zij nog niet eerder mee in aanraking waren geweest. De geïsoleerde volkeren wonen in het Amazonewoud, met name in het nog grotendeels intacte westen. 
Bekende inheemse Brazilianen zijn:
- Ailton Krenak, filosoof en intellectueel;
- Davi Kopenawa Yanomami, woordvoerder en diplomaat van de Yanomami;
- Sônia Guajajara, inheems activist en minister van inheemse volkeren onder de regering van Lula da Silva (2023 - )

## Links
- https://www.socioambiental.org
- https://pib.socioambiental.org/pt/Página_principal